# Trolleybus de Salzbourg
Le réseau de trolleybus de Salzbourg est un des deux réseaux de trolleybus subsistant en Autriche (avec celui de Linz). Il s'agit d'un réseau de onze lignes alimentées par du 600 V.

## Réseau actuel

### Aperçu général
| 01 | Red Bull Arena – Messe (– Salzburgarena)                  |
| 02 | Walserfeld – Obergnigl                                    |
| 03 | Salzburg Süd – Itzling Pflanzmann                         |
| 04 | Mayrwies/Langwied – Liefering                             |
| 05 | Birkensiedlung – Gare de Salzbourg (– Itzling Pflanzmann) |
| 06 | Parsch – Itzling West                                     |
| 07 | Salzburg Süd – Salzachsee                                 |
| 08 | Salzburg Süd – Himmelreich                                |
| 10 | Sam – Landeskrankenhaus (– Schule Lehen)                  |
| 12 | Josefiau - Europark                                       |
| 14 | Polizeidirektion - Forellenwegsiedlung                    |

### Matériel roulant
Le réseau a testé pendant une semaine un Skoda 24tr-Agora et un Neoplan N6221. Il n'y a que des trolleybus articulés en service. Ces derniers sont au nombre de 109. On dénombre également une dizaine de trolleybus appartenant au musée des transports de la ville. 
Une partie des anciens GE 112 M16 ont été revendus a la ville roumaine de Medias, où elles circulent régulièrement. La ville possède un grand nombre de trolleybus anciennement en service à Salzbourg. D'autres villes possèdent des trolleybus anciennement en service a Salzbourg: Vilnius (Lituanie), Timisoara (Roumanie), Belgrade (Serbie), Perm et Rybinsk (Russie).
En février 2022, 13 nouveaux trolleybus du constructeur HESS sont commandés, pour une livraison en 2023/2024.
| Numéros                                           | Quantité | Constructeur       | Équipement électrique | Années de construction                 | Modèle                 | Plancher bas | Moteur diesel                    |
| ------------------------------------------------- | -------- | ------------------ | --------------------- | -------------------------------------- | ---------------------- | ------------ | -------------------------------- |
| 229, 231-234, 236-238, 241-250                    | 18       | Gräf & Stift / MAN | Kiepe                 | 1994–1997                              | NGT 204 M 16           | oui          | non                              |
| 261–290                                           | 30       | Van Hool           | Kiepe                 | 2000–2005                              | AG300 T                | oui          | oui (261, 279–290) non (262–278) |
| 301–319 (316, 317, 318, 319 ex La Chaux-de-Fonds) | 19       | Solaris            | Cegelec               | 2009–2011 (2005 pour ceux ex La Chaux) | Trollino 18            | oui          | oui                              |
| 321–362                                           | 42       | Solaris            | Cegelec               | 2012-2016                              | Trollino 18 MetroStyle | oui          | oui                              |
| 401-415                                           | 15       | HESS               | Kiepe                 | 2019                                   | Lightram 19 DC         | oui          | Batteries                        |